# サムスン美術館 Leeum
サムスン美術館 Leeum（サムスンびじゅつかんリウム、Leeum, Samsung Museum of Art）は、韓国のソウルにある美術館・博物館。サムスングループのサムスン文化財団が運営する。2004年10月にオープンした。
陶磁器、古書画、仏教美術、金属工芸品など国宝も含む韓国の古美術を展示したMUSEUM1（古美術館）と、韓国と世界の近現代美術を展示したMUSEUM2（現代美術館）の2つの建物に分かれている。MUSEUM1 はスイスの建築家マリオ・ボッタが、MUSEUM2はフランスの建築家ジャン・ヌーヴェルが、併設されているサムスン児童教育文化センターはオランダの建築家レム・コールハースが設計している。

## 主な収蔵品
- 吉岡徳仁 Water Block (2002)